# N14 (Togo)
Die N14 ist eine Fernstraße in Togo, die in Sokodé an der N1 beginnt und in Tchamba endet. Im Anschluss verläuft eine nicht nummerierte Straße weiter Richtung Benin, wo diese Anschluss zu RNIE3 hat. Sie ist 35 Kilometer lang.